# VI Concurs de castells Vila de Torredembarra
El VI Concurs de castells Vila de Torredembarra, conegut també com a Concur7 2007, és un concurs de castells que se celebrà el diumenge 7 d'octubre de 2007 a la plaça del Castell de Torredembarra, reunint onze de les colles que pels criteris de selecció del concurs de castells de Tarragona no poden participar en aquest darrer esdeveniment.
Els Minyons de l'Arboç van revalidar el títol aconseguit el 2005, gràcies al 5 de 7 i el 3 de 7 descarregats i el 4 de 7 amb l'agulla carregat. No van poder assolir, però, la torre de 7. El podi el completaren els Castellers del Poble Sec i els locals Nois de la Torre empatats a punts amb la Colla Jove de l'Hospitalet.

## Colles participants
- Castellers de Mollet
- Matossers de Molins de Rei
- Colla Jove de l'Hospitalet
- Castellers del Poble Sec
- Castellers de Badalona
- Castellers de Rubí
- Castellers de Caldes de Montbui
- Castellers d'Altafulla
- Torraires de Montblanc
- Nois de la Torre
- Minyons de l'Arboç